# ناساکیرالی
ناساکیرالی (گرجی: ნასაკირალი) یک روستا در شهرداری ازورگتی ناحیه گوریا در غرب گرجستان است. در ۲۰ اکتبر ۱۹۰۵ نبرد کوچکی در نزدیکی روستا، میان نیروهای جمهوری گوریا و یک گروه کوچک کازاک برای اعاده اقتدار تزاری به راه افتاد. کازاک‌ها در جنگ به‌دست شماری از گوری‌های مسلّح عقب رانده شدند (میان ۱۰۰۰ تا ۴۰۰۰ نفر، منابع متفاوت است) و در پایان چهارده کازاک کشته شدند. پیش از اعزام گروه‌های بعدی، استاروسلسکی و روشنفکران از تفلیس وورونتسو-داشکوف را که می‌خواست مذاکرات ادامه یابد، منصرف کردند. به یادبود نبرد در سال ۱۹۶۵ یک تندیس از این رویداد ساخته شد.